# Pontivy Communauté
Pontivy Communauté (anciennement communauté de communes du pays de Pontivy) est une communauté de communes française, située dans les départements du Morbihan et des Côtes-d'Armor, en région Bretagne.

## Histoire
- 1965 : le Syndicat Intercommunal pour l’Expansion Économique de Pontivy et de sa région (SIEEP) est constitué à l’initiative des communes de Pontivy et du Sourn. L’objectif : créer et exploiter la Zone Industrielle située sur les deux communes (actuellement parc d’activités du Blavet).
- 1968 :  le Syndicat Intercommunal pour l’Aménagement de la rive Sud du lac de Guerlédan est créé. Il est composé de 9 communes : Cléguérec, Kergrist, Malguénac, Neulliac, Saint-Aignan, Sainte-Brigitte, Séglien, Silfiac et Pontivy.
- 1970 : le Syndicat Intercommunal pour l’Aménagement Touristique du Canton de Pontivy est créé, à la suite du constat de la détérioration de nombreux monuments religieux du canton de Pontivy. Il regroupe 9 communes du Canton de Pontivy : Gueltas, Guern, Kerfourn, Le Sourn, Noyal-Pontivy, Pontivy, Saint-Gérand, Saint-Gonnery et Saint-Thuriau.
- 1986/1987 : les deux entités (Syndicat Intercommunal pour l’Aménagement de la rive Sud du lac de Guerlédan et Intercommunal pour l’Aménagement Touristique du Canton de Pontivy) fusionnent et deviennent le Pays d’Accueil Touristique de Rohan.
- 1990 : les élus choisissent un nouveau nom pour le SIEEP : Polygone 15.
- 2000 : en application de la loi relative au renforcement et à la simplification de la coopération intercommunale de 1999, Polygone 15 et le Pays d’Accueil Touristique de Rohan s’associent et créent ensemble la Communauté de communes du Pays de Pontivy.
- Janvier 2005 : la collectivité devient Pontivy Communauté.
- 1er janvier 2014 : les communes costarmoricaines de Mûr-de-Bretagne et de Saint-Connec rejoignent Pontivy communauté à la suite de la dissolution de la Communauté de communes Guerlédan Mûr-de-Bretagne. La communauté de communes compte alors 26 communes et s'étale sur deux départements.
- 1er janvier 2017 : retrait de Mûr-de-Bretagne.
- 1er janvier 2022 : le nombre de communes passe de 25 à 24 à la suite de la création de la commune nouvelle de Saint-Gérand-Croixanvec.

## Identité visuelle

Logo de Pontivy Commaunté de 2005 à 2022.
Logo de Pontivy Communauté depuis mars 2022.

## Territoire communautaire

### Géographie
Située dans le nord du département du Morbihan, l'intercommunalité Pontivy Communauté regroupe 24 communes et s'étend sur 719 km2.

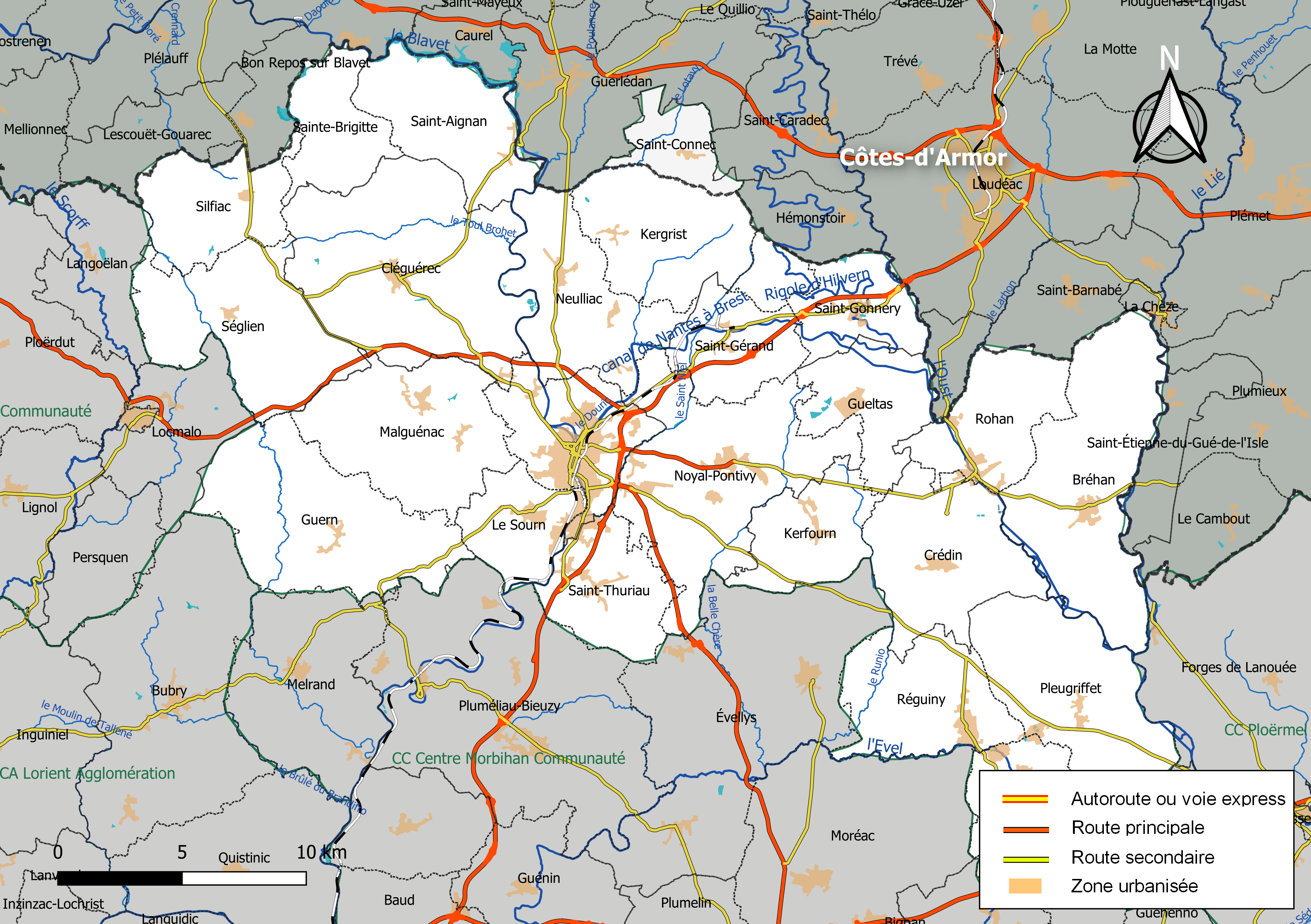
Carte de l'intercommunalité Pontivy Communauté au 1er janvier 2019.

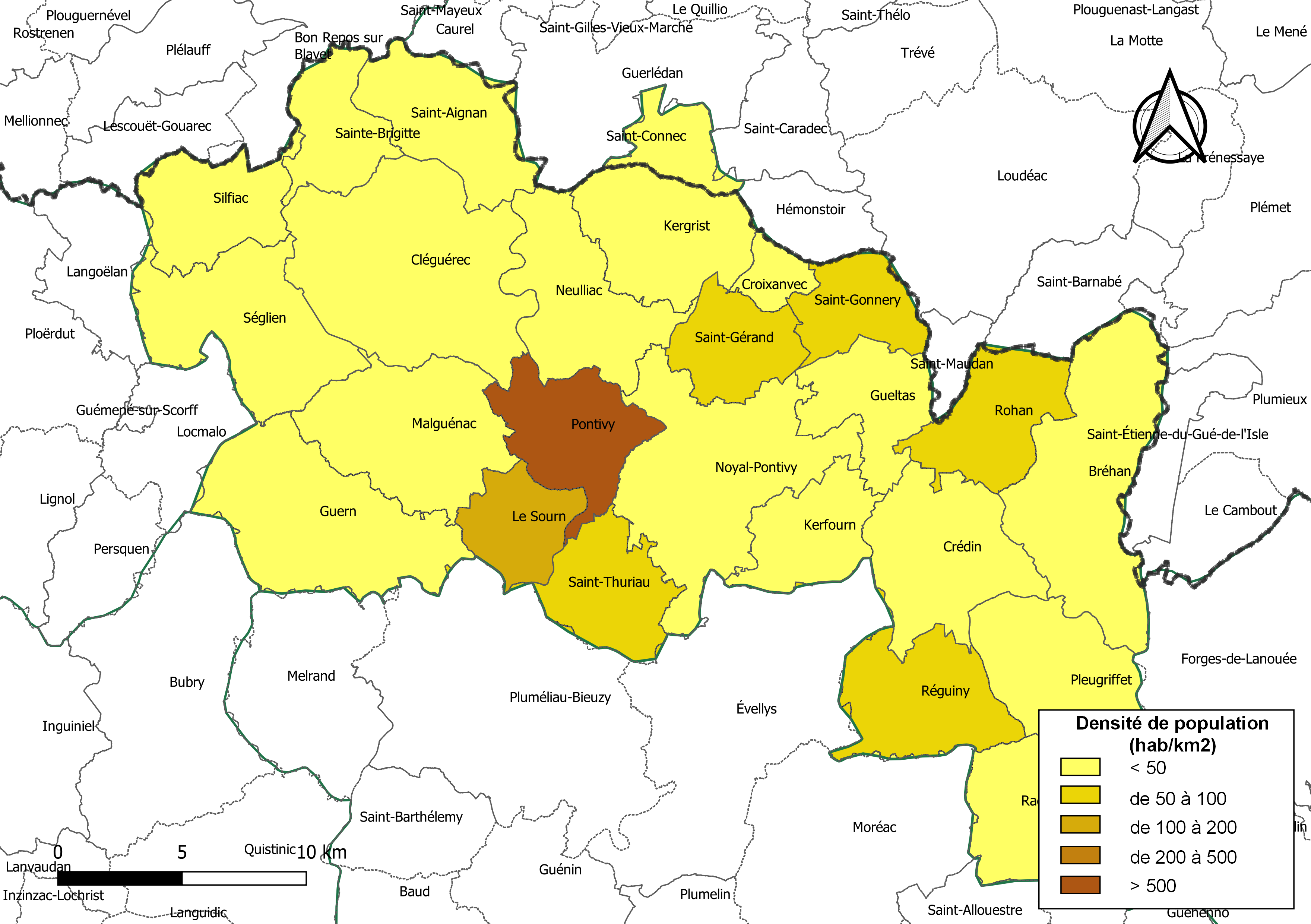
Carte des densités de population (millésimée 2016) des communes de l'intercommunalité Pontivy Communauté. Composition en communes au 1er janvier 2019.

### Composition
La communauté de communes est composée des 24 communes suivantes :

| Nom                     | Code Insee | Gentilé         | Superficie (km2) | Population (dernière pop. légale) | Densité (hab./km2) |
| ----------------------- | ---------- | --------------- | ---------------- | --------------------------------- | ------------------ |
| Pontivy (siège)         | 56178      | Pontivyens      | 24,85            | 14 547 (2022)                     | 585                |
| Bréhan                  | 56024      | Bréhannais      | 51,65            | 2 298 (2022)                      | 44                 |
| Cléguérec               | 56041      | Cléguérecois    | 62,99            | 2 849 (2022)                      | 45                 |
| Crédin                  | 56047      | Crédinois       | 33,74            | 1 493 (2022)                      | 44                 |
| Gueltas                 | 56072      | Gueltasiens     | 20,45            | 532 (2022)                        | 26                 |
| Guern                   | 56076      | Guernattes      | 47,01            | 1 379 (2022)                      | 29                 |
| Kerfourn                | 56092      | Kerfournois     | 19,46            | 842 (2022)                        | 43                 |
| Kergrist                | 56093      | Kergristois     | 29,66            | 713 (2022)                        | 24                 |
| Malguénac               | 56125      | Malguénacois    | 38,45            | 1 849 (2022)                      | 48                 |
| Neulliac                | 56146      | Neulliacois     | 30,99            | 1 476 (2022)                      | 48                 |
| Noyal-Pontivy           | 56151      | Noyalais        | 53,45            | 3 605 (2022)                      | 67                 |
| Pleugriffet             | 56160      | Pleugriffetois  | 38,49            | 1 281 (2022)                      | 33                 |
| Radenac                 | 56189      | Radenacois      | 21,65            | 1 067 (2022)                      | 49                 |
| Réguiny                 | 56190      | Reguinois       | 27,92            | 1 944 (2022)                      | 70                 |
| Rohan                   | 56198      | Rohannais       | 23,43            | 1 541 (2022)                      | 66                 |
| Saint-Aignan            | 56203      | Saintaignanais  | 27,33            | 632 (2022)                        | 23                 |
| Saint-Connec            | 22285      | Saint-Connecois | 10,93            | 258 (2022)                        | 24                 |
| Saint-Gérand-Croixanvec | 56213      |                 | 24,14            | 1 309 (2022)                      | 54                 |
| Saint-Gonnery           | 56215      | Gonneriens      | 16,29            | 1 087 (2022)                      | 67                 |
| Saint-Thuriau           | 56237      | Thurialais      | 21,47            | 1 880 (2022)                      | 88                 |
| Sainte-Brigitte         | 56209      | Brigittois      | 17,74            | 178 (2022)                        | 10                 |
| Séglien                 | 56242      | Ségliennais     | 38,36            | 656 (2022)                        | 17                 |
| Silfiac                 | 56245      | Silfiacois      | 22,46            | 488 (2022)                        | 22                 |
| Le Sourn                | 56246      | Sournais        | 16,05            | 2 128 (2022)                      | 133                |

### Démographie
| 1968   | 1975   | 1982   | 1990   | 1999   | 2010   | 2015   | 2021   |
| ------ | ------ | ------ | ------ | ------ | ------ | ------ | ------ |
| 39 166 | 40 006 | 41 262 | 41 765 | 42 585 | 44 964 | 45 598 | 46 189 |

## Administration

### Siège
Le siège de la communauté de communes est situé à Pontivy, 1 place Ernest Jan.

### Conseil communautaire
Le conseil communautaire de la communauté de communes se compose de 56 conseillers, élus pour une durée de six ans. À l'heure actuelle, ils sont répartis comme suit :
| Nombre de conseillers | Communes |
| --------------------- | --- |
| 15                    | Pontivy |
| 3                     | Cléguérec, Noyal-Pontivy, Saint-Gérand-Croixanvec                                                                        |
| 2                     | Bréhan, Crédin, Guern, Malguénac, Neulliac, Pleugriffet, Radenac, Réguiny, Rohan, Saint-Gonnery, Saint-Thuriau, Le Sourn |
| 1 (+1 suppléant)      | les 8 autres communes |

### Élus
La communauté de communes est administrée par son conseil communautaire constitué en 2020 de 56 conseillers communautaires, qui sont des conseillers municipaux représentant chacune des communes membres.
À la suite des élections municipales de 2020 dans le Morbihan, le conseil communautaire du 16 juillet 2020 a élu son président, Bernard Le Breton, maire de Radenac, ainsi que ses 14 vice-présidents.
Le bureau est remanié le 26 septembre 2023 avec l'élection de Jean-Jacques Videlo, maire du Sourn, à la 14e vice-présidence. Il s'agissait de pourvoir le siège laissé vacant par la démission de Joseph Le Bouédec, maire de Guern. Depuis cette date, la liste des vice-présidents est la suivante :
|     | Attributions                                                               | Identité              | Qualité                          |
| --- | -------------------------------------------------------------------------- | --------------------- | -------------------------------- |
| 1re | Développement économique, enseignement supérieur, recherche et agriculture | Christine Le Strat    | Maire de Pontivy                 |
| 2e  | Action sociale, petite enfance et santé                                    | Marc Ropers           | Maire de Cléguérec               |
| 3e  | Travaux, voiries, espaces verts et affaires générales                      | Claude Viet           | Maire de Saint-Gonnery           |
| 4e  | Finances                                                                   | Jean-Luc Le Tarnec    | Maire de Réguiny                 |
| 5e  | Ressources humaines                                                        | Jean Guillot          | Maire de Bréhan                  |
| 6e  | Aménagement du territoire                                                  | Michel Pourchasse     | Maire de Saint-Thuriau           |
| 7e  | Environnement et transition énergétique                                    | Véronique Delmouly    | Adjointe au maire de Pontivy     |
| 8e  | Tourisme et patrimoine                                                     | Sylvette Le Strat     | Maire de Gueltas                 |
| 9e  | Conception et gestion des équipements communautaires                       | Laurent Ganivet       | Maire de Séglien                 |
| 10e | Culture, communication et événementiel                                     | Claude-Albert Le Bris | Maire de Saint-Gérand-Croixanvec |
| 11e | Eau potable, assainissement et GEMAPI                                      | Jean-Pierre Le Ponner | Maire de Neulliac                |
| 12e | Collecte, valorisation et prévention des déchets                           | Joël Marivain         | Maire de Kerfourn                |
| 13e | Habitat                                                                    | Lionel Ropert         | Maire de Noyal-Pontivy           |
| 14e | Solidarité, projet de territoire et mutualisation                          | Jean-Jacques Videlo   | Maire du Sourn                   |

Avec le président et les 14 vice-présidents, les maires des autres communes de l'intercommunalité et deux conseillers communautaires (1 de Pontivy et 1 de la commune nouvelle de Saint-Gérand-Croixanvec) forment un bureau communautaire de 27 membres pour la période 2020-2026.

### Liste des présidents
| Période                                                                       | Période         | Identité              | Étiquette    | Qualité |
| ----------------------------------------------------------------------------- | --------------- | --------------------- | ------------ | --- |
| Syndicat Intercommunal pour l'Expansion Économique de Pontivy et de sa région |                 |                       |              | |
| ?                                                                             | ?               | Marcel Lambert        | RI           | Maire de Pontivy (1947 → 1971) Sénateur du Morbihan (1959 → 1974) |
| ?                                                                             | ?               | Michel Masson         | PS           | Maire de Pontivy (1971 → 1983) |
| Polygone 15                                                                   |                 |                       |              | |
| avant 1990                                                                    | 5 décembre 2000 | Jean-Charles Cavaillé | RPR          | Maire de Noyal-Pontivy (1971 → 2001) Conseiller général de Pontivy (1976 → 2004) Député du Morbihan (3e circ.) (1978 → 2002)                                            |
| Communauté de communes du pays de Pontivy / Pontivy Communauté                |                 |                       |              | |
| 5 décembre 2000                                                               | 19 février 2003 | Jean-Charles Cavaillé | RPR puis UMP | Maire de Noyal-Pontivy (1971 → 2001) Conseiller général de Pontivy (1976 → 2004) Député du Morbihan (3e circ.) (1978 → 2002)                                            |
| 19 février 2003,                                                              | 12 juillet 2012 | Jean-Pierre Le Roch   | PS           | Maire de Pontivy (1995 → 2012) Conseiller régional de Bretagne (1998 → 2015) Député du Morbihan (3e circ.) (2012 → 2017) Démissionnaire après son élection comme député |
| 12 juillet 2012                                                               | 24 avril 2014   | Jean-Luc Oliviéro     | DVG          | Maire du Sourn (1989 → 2014) |
| 24 avril 2014                                                                 | 16 juillet 2020 | Christine Le Strat    | MoDem        | Maire de Pontivy (2014 → ) |
| 16 juillet 2020                                                               | En cours        | Bernard Le Breton     | DVD          | Maire de Radenac (2008 → ) |
| Les données manquantes sont à compléter.                                      |                 |                       |              | |

### Compétences
1. Compétences obligatoires :
- Aménagement de l'espace communautaire
- Actions de développement économique

2.Compétences optionnelles :
- Protection et mise en valeur de l'environnement
- Politique du logement et du cadre de vie
- Création, entretien et aménagement de la voirie d'intérêt communautaire
- Construction, entretien et fonctionnement d'équipements culturels et sportifs d'intérêt communautaire
- Action sociale d’intérêt communautaire
- Assainissement et eau potable

3.Compétences facultatives :
- Développement touristique
- Autres compétences d’intérêt communautaire
- Politique contractuelle avec l’État et les collectivités
- Adhésion à des établissements de coopération locale

### Régime fiscal et budget
Le régime fiscal de la communauté de communes est la fiscalité professionnelle unique (FPU).